# Akman
Akman – zimny wiatr północny, występujący na południowym Uralu (Baszkiria), połączony często z zamieciami śnieżnymi.